# 古海街道
古海街道是中华人民共和国新疆维吾尔自治区克拉玛依市克拉玛依区下辖的一个街道办事处。

## 行政区划
古海街道下辖以下村级行政区划单位：
九公里社区、第一片区管委会生活区、第二片区管委会生活区、第三片区管委会生活区。